# Learning Object Metadata
Pour les articles homonymes, voir Lom.

Learning Object Metadata

Le Learning Object Metadata (LOM)  est un schéma de description de ressources d’enseignement et d’apprentissage. Le LOM peut être utilisé pour décrire des ressources tant numériques que non numériques. Techniquement, son nom est IEEE 1484.12.1-2002 (LOM).
Ce standard a été conçu, en 2002, par le comité IEEE-LTSC-LOM, Institute of Electrical and Electronics Engineers, Inc. - Learning Technology Standards Committee - Learning Objects Metadata Working Group, organisme international regroupant des représentants du Canada, des États-Unis, de plusieurs pays d’Europe, d’Afrique, d’Amérique latine, d’Asie et de certaines régions du Pacifique.
En France, le LOMFR correspond à la norme française AFNOR NF Z76-041-1, qui remplace la norme NF Z76-040 de décembre 2006.
Dans le cadre de la formation en ligne, SCORM 2004 spécifie que les métadonnées lorsqu'elles sont incluses dans un paquet manifest doivent être conformes au standard IEEE LOM pour le modèle de données LOM et le schéma XML.
Le LOM a été, dès ses débuts, proposé pour suivre un processus de normalisation au niveau ISO. Le projet de normalisation s'est en définitive développé en optant pour des choix de modélisation et des options techniques, différents de ceux proposés par le LOM. Ce processus a abouti en 2011 à la publication de la norme ISO/IEC 19788 - Metadata for Learning Resources et conduit certains pays à établir des correspondances entre le LOM et cette nouvelle norme.

## Caractéristiques
Le LOM comporte 9 catégories regroupant 68 éléments dont 10 sont composés et prévoit donc la documentation facultative de 58 champs. Parmi ces éléments, il est possible de retrouver l'information véhiculée par les quinze éléments du Dublin Core qui forment la norme ISO 15836 (2003).
| Catégories        | Description |
| ----------------- | --- |
| 1. General        | Regroupe les caractéristiques d’une ressource qui sont indépendantes du contexte d’utilisation (titre, langue, description, etc.). |
| 2. Life cycle     | Décrit l’état actuel d’une ressource et qui y a contribué durant son évolution (version, entités contributives, etc.).             |
| 3. Meta-Metadata  | Rassemble les données détaillant la fiche descriptive elle-même plutôt qu’une ressource.                                           |
| 4. Technical      | Assemble les caractéristiques techniques d’une ressource (format, taille, localisation…).                                          |
| 5. Educational    | Décrit les caractéristiques pédagogiques d’une ressource (type de ressource, rôle de l’utilisateur, contexte d’utilisation…).      |
| 6. Rights         | Spécifie les conditions d’utilisation d’une ressource (coûts, droits d’auteur, etc.).                                              |
| 7. Relation       | Décrit, s’il y a lieu, la relation entre une ressource et d’autres ressources.                                                     |
| 8. Annotation     | Permet des commentaires sur l’utilisation pédagogique d’une ressource.                                                             |
| 9. Classification | Décrit la localisation d’une ressource dans un certain système de classification.                                                  |

Il existe un certain nombre de profils d’application basés sur le LOM et répondant à certains besoins particuliers. Le degré de conformité de chacun d’eux à ce standard est défini ainsi :
- conformité stricte : le profil d’application est seulement une sélection d’éléments du LOM ;
- conformité simple : le profil d’application peut contenir des éléments définis en dehors du LOM.

Pour des raisons d’interopérabilité entre les instances métadonnées, les profils d’application montrant une conformité simple sont habituellement réservés à une utilisation locale.
À titre d’exemples de profils d’application du LOM, on peut mentionner l’existence, en France, du LOMFR (conformité simple) ou SCOLOMFR; de CanCore au Canada (conformité stricte) et de Normetic au Québec (conformité stricte). Il existe également des profils d’application plus spécifiques tels que MaNuel, ENS-DESCO, primTICE et FORMIST.

## Types de données
Le standard LOM utilise cinq types de données :

### CharacterString (CS)
Il s’agit, en général, d’une valeur qui sert d’identifiant formel ou de nom. Dans la plupart des cas, ce type de données est utilisé avec le jeu de caractères Unicode (ou plus précisément avec le répertoire de ISO/IEC 10646-1:2000), avec le format vCard, tel que défini par IMC vCard 3.0 (RFC 2425, RFC 2426), ou encore avec le type MIME ou Internet Media Type (IMT).
Ex. : la valeur ISSN de l’élément 1.1.1 Catalog ; la valeur LOM v1.0 de l’élément 3.3 Metadata Schema ; la valeur application/x-authorware de l’élément 4.1 Format.

### DateTime (DT)
Il s’agit d’une suite de deux parties. La première exprime la date et l’heure sous une forme prescrite et formatée. Cette partie est conforme à la norme ISO 8601:2000.
La deuxième partie consiste en une description textuelle non formatée de la date et de l’heure, lorsque ces données ne peuvent être facilement exprimées dans la première partie ou si l’information textuelle est requise pour en compléter l’information, p. ex. « pendant l’été 2008 ».
Selon la norme ISO 8601, l’horodatage doit être constitué d’une date facultative selon un des formats AAAA-MM-JJ, AAAA-WSS-J ou AAAA-JJJ, et d’un horaire facultatif au format THH:mm:ss,nnn+HH:mm, p. ex. 2001-12-31T12:59:60,999+02:30.
En notation abrégée, la suppression des séparateurs qui ne crée pas d’ambiguïtés est autorisée dans tous les formats : AAAAMMJJ ou THHmmssnnn+HHmm.
Suivant le degré de précision souhaité, chacun des formats de date et d’horaire peut être tronqué à droite : AAAA-MM (seulement l’année et le mois, par exception le format abrégé AAAAMM n’est pas autorisé, pour éviter la confusion avec le format très commun AAMMJJ), AAAA (seulement l’année), THH:mm,…
Ex. : la valeur de l’élément 3.2.3 Date (de contribution).

### Duration (DU)
Tout comme la date et l’heure, la durée est une combinaison de deux parties. La première est utilisée pour l’expression normalisée et formatée de la durée, et la deuxième pour une description textuelle non formatée, si elle ne peut être exprimée autrement ou si l’information textuelle est requise pour compléter la valeur formatée.
Selon le modèle de données du LOM, la durée est conforme à la norme ISO 8601:2000.
Selon le modèle de données du LOM, la durée doit être exprimée sous la forme P2Y1M2DT1H20M25.55S. Dans cet exemple, le « P » indique que la chaîne qui suit est l’expression d’une durée ; 2Y = 2 ans (years); 1M = 1 mois; 2D = 2 jours (days); « T » indique que la chaîne qui suit utilise la représentation temporelle heure, minute, seconde ; 1H = 1 heure; 20M = 20 minutes ; 25.55S = 25,55 secondes.
Ex. : l’élément 4.7 Duration ; l’élément 5.9 Typical Learning Time.

### LangString (LS)
Il s’agit de la combinaison d’un indicateur de langue et d’une chaîne de caractères formulée selon ce langage. Conformément au LOM, la structure de ce type de données permet la répétition du contenu d’un champ à des fins de traduction, sans toutefois permettre la répétition de l’élément avec lequel il est associé.
Ce type de données est utilisé avec le jeu de caractères Unicode ou avec le répertoire de ISO/IEC 10646-1:2000, excluant le caractère NUL (caractère UCS U00000000). Un code de langue de 2 ou 3 lettres (ISO 639.1 ou ISO 639.2) peut être utilisé pour indiquer le langage humain utilisé. Consultez la section Remarques de l’élément 1.3 Langue.
Ex. : titre multilingue de l’élément 1.2 Title; exemple multilingue de l’élément 1.4 Description.

### Vocabulary (Vs, Ve)
Ce type de données est utilisé lorsqu’on a recours à un vocabulaire contrôlé ou à des listes prédéterminées de termes ou de nombres. Les informations relatives à un élément de type vocabulaire sont habituellement affichées au moyen d’un menu déroulant ou d’une liste de sélection.
Ce type de données est une combinaison de deux parties. La première identifie la source du vocabulaire ou de la liste des valeurs, la deuxième est l’élément du vocabulaire dont la source est identifiée. Les valeurs du vocabulaire sont généralement soit des termes, soit de courtes chaînes ou des nombres entiers.
Le type de données Vocabulaire (énuméré) (Ve) fait référence aux valeurs qui peuvent être ordonnées (ex. : Très faible, faible, moyen, élevé, très élevé de l’élément 5.3 Interactivity Level ; 1, 2, 3, 4 de l’élément 1.8 Aggregation Level).
Les données du type Vocabulaire (état) (Vs) ne peuvent être ordonnées. La source du vocabulaire est généralement un espace de nom URL et devrait idéalement fournir une liste (tenue à jour) des valeurs acceptables et de leur définition.
Lorsque le vocabulaire établi par un profil d'application diffère de celui du LOM, la pratique exemplaire est de suivre la règle suivante :
1. utiliser d’abord une des valeurs de vocabulaire recommandées par le LOM dont le sens se rapproche le plus de celui désiré, en spécifiant le LOM comme source du vocabulaire ;
2. répéter l’élément de métadonnées en spécifiant cette fois la source du vocabulaire particulier ainsi que la valeur appropriée de ce vocabulaire.

| Catégories        | Éléments (niveau 1)                  | Éléments (niveau 2) | Éléments (niveau 3)     | Cardinalité | Type de données |
| ----------------- | ------------------------------------ | ------------------- | ----------------------- | ----------- | --------------- |
| 1. General        |                                      |                     |                         | 0..1        |                 |
|                   | 1.1 Identifier                       |                     |                         | 0..*        |                 |
|                   |                                      | 1.1.1 Catalog       |                         | 0..1        | CS              |
|                   |                                      | 1.1.2 Entry         |                         | 0..1        | CS              |
|                   | 1.2 Title                            |                     |                         | 0..1        | LS              |
|                   | 1.3 Language                         |                     |                         | 0..*        | CS              |
|                   | 1.4 Description                      |                     |                         | 0..*        | LS              |
|                   | 1.5 Keyword                          |                     |                         | 0..*        | LS              |
|                   | 1.6 Coverage                         |                     |                         | 0..*        | LS              |
|                   | 1.7 Structure                        |                     |                         | 0..1        | Vs              |
|                   | 1.8 Aggregation Level                |                     |                         | 0..1        | Ve              |
| 2. Life Cycle     |                                      |                     |                         | 0..1        |                 |
|                   | 2.1 Version                          |                     |                         | 0..1        | LS              |
|                   | 2.2 Status                           |                     |                         | 0..1        | Vs              |
|                   | 2.3 Contribution                     |                     |                         | 0..*        |                 |
|                   |                                      | 2.3.1 Role          |                         | 0..1        | Vs              |
|                   |                                      | 2.3.2 Entity        |                         | 0..*        | CS              |
|                   |                                      | 2.3.3 Date          |                         | 0..1        | DT              |
| 3. Meta-Metadata  |                                      |                     |                         | 0..1        |                 |
|                   | 3.1 Identifier                       |                     |                         | 0..*        |                 |
|                   |                                      | 3.1.1 Catalog       |                         | 0..1        | CS              |
|                   |                                      | 3.1.2 Entry         |                         | 0..1        | CS              |
|                   | 3.2 Contribute                       |                     |                         | 0..*        |                 |
|                   |                                      | 3.2.1 Role          |                         | 0..1        | Vs              |
|                   |                                      | 3.2.2 Entity        |                         | 0..*        | CS              |
|                   |                                      | 3.2.3 Date          |                         | 0..1        | DT              |
|                   | 3.3 Metadata Schema                  |                     |                         | 0..*        | CS              |
|                   | 3.4 Language                         |                     |                         | 0..1        | CS              |
| 4. Technical      |                                      |                     |                         | 0..1        |                 |
|                   | 4.1 Format                           |                     |                         | 0..*        | CS              |
|                   | 4.2 Size                             |                     |                         | 0..1        | CS              |
|                   | 4.3 Location                         |                     |                         | 0..*        | CS              |
|                   | 4.4 Requirement                      |                     |                         | 0..*        |                 |
|                   |                                      | 4.4.1 OrComposite   |                         | 0..*        |                 |
|                   |                                      |                     | 4.4.1.1 Type            | 0..1        | Vs              |
|                   |                                      |                     | 4.4.1.2 Name            | 0..1        | Vs              |
|                   |                                      |                     | 4.4.1.3 Minimum Version | 0..1        | CS              |
|                   |                                      |                     | 4.4.1.4 Maximum Version | 0..1        | CS              |
|                   | 4.5 Installation Remarks             |                     |                         | 0..1        | LS              |
|                   | 4.6 Other Platform Requirements      |                     |                         | 0..1        | LS              |
|                   | 4.7 Duration                         |                     |                         | 0..1        | DU              |
| 5. Educational    |                                      |                     |                         | 0..*        |                 |
|                   | 5.1 Interactivity Type               |                     |                         | 0..1        | Vs              |
|                   | 5.2 Learning Resource Type           |                     |                         | 0..*        | Vs              |
|                   | 5.3 Interactivity Level              |                     |                         | 0..1        | Ve              |
|                   | 5.4 Semantic Density                 |                     |                         | 0..1        | Ve              |
|                   | 5.5 Intended End User Role           |                     |                         | 0..*        | Vs              |
|                   | 5.6 Context                          |                     |                         | 0..*        | Vs              |
|                   | 5.7 Typical Age Range                |                     |                         | 0..*        | LS              |
|                   | 5.8 Difficulty                       |                     |                         | 0..1        | Ve              |
|                   | 5.9 Typical Learning Time            |                     |                         | 0..1        | DU              |
|                   | 5.10 Description                     |                     |                         | 0..*        | LS              |
|                   | 5.11 Language                        |                     |                         | 0..*        | CS              |
| 6. Rights         |                                      |                     |                         | 0..1        |                 |
|                   | 6.1 Cost                             |                     |                         | 0..1        | Vs              |
|                   | 6.2 Copyright and other restrictions |                     |                         | 0..1        | Vs              |
|                   | 6.3 Description                      |                     |                         | 0..1        | LS              |
| 7. Relation       |                                      |                     |                         | 0..*        |                 |
|                   | 7.1 Kind                             |                     |                         | 0..1        | Vs              |
|                   | 7.2 Resource                         |                     |                         | 0..1        |                 |
|                   |                                      | 7.2.1 Identifier    |                         | 0..*        |                 |
|                   |                                      |                     | 7.2.1.1 Catalog         | 0..1        | CS              |
|                   |                                      |                     | 7.2.1.2 Entry           | 0..1        | CS              |
|                   |                                      | 7.2.2 Description   |                         | 0..*        | LS              |
| 8. Annotation     |                                      |                     |                         | 0..*        |                 |
|                   | 8.1 Entity                           |                     |                         | 0..1        | CS              |
|                   | 8.2 Date                             |                     |                         | 0..1        | DT              |
|                   | 8.3 Description                      |                     |                         | 0..1        | LS              |
| 9. Classification |                                      |                     |                         | 0..*        |                 |
|                   | 9.1 Purpose                          |                     |                         | 0..1        | Vs              |
|                   | 9.2 Taxon Path                       |                     |                         | 0..*        |                 |
|                   |                                      | 9.2.1 Source        |                         | 0..1        | LS              |
|                   |                                      | 9.2.2 Taxum         |                         | 0..*        |                 |
|                   |                                      |                     | 9.2.2.1 ID              | 0..1        | CS              |
|                   |                                      |                     | 9.2.2.2 Entry           | 0..1        | LS              |
|                   | 9.3 Description                      |                     |                         | 0..1        | LS              |
|                   | 9.4 Keyword                          |                     |                         | 0..*        | LS              |

## Evolutions
Pour répondre aux difficultés des utilisateurs du LOM et mieux tenir compte à la fois d'organisations décentralisées et des opportunités offertes par les technologies ouvertes, une nouvelle norme, ISO/IEC 1978, Metadata for learning resources / Métadonnées pour les ressources d'apprentissage (MLR) a été initiée dès 2010 au sein de la commission de normalisation internationale « ISO/CEI JTC1 SC36 Technologies pour l’apprentissage, l’éducation et la formation» et plus particulièrement de son groupe de travail « WG4 Management and delivery of learning, education and training ».
Cette norme a été élaborée dans la continuité du LOM et propose un outil et un guide pour le passage du LOM à MLR (partie 11).